# 대용여객
대용여객(大龍旅客)은 부산광역시 남구 백운포로 38 (용호동)에 본사를 둔 마을버스 운송 업체이다.

## 연혁
- 1998년 5월 6일 : 회사 설립

## 차고지
- 부산광역시 남구 백운포로 38 (용호동)

## 운행 노선
- ● 남구2번 : 오륙도 선착장-군수사령부-백운포-백운포고개-부산성모병원-용호2동주민센터-용호사거리-용호동부산은행-이기대입구-용문중학교-LG메트로시티-남부운전면허시험장-부산교통방송-부경대학교 대연캠퍼스-경성대부경대역-부산문화회관-산성교회-부산공업고등학교-대승아파트(동림맨션)-성지고등학교-우암뉴서울아파트-우암자유아파트-부산외국어대학교-남광시장-대우아파트-부산문화회관(계속)

## 보유 차종
현대 그린시티 8대로 운행 중이다.